# Queensway Government Office Building
El Queensway Government Office Building, traducido como el Edificio de Oficinas Gubernamentales de Queensway (en chino tradicional, 金鐘道政府合署) es un rascacielos localizado en el distrito Admiralty de Hong Kong. La torre tiene 56 pisos y 199 metros de altura. El edificio fue completado en 1985. Fue diseñado por K.M. Tseng del Departamento de Servicios Arquitectónicos, y promovido por Fujitec. Es el 65.º edificio más alto en Hong Kong, y su superficie está dedicada exclusivamente a espacio de oficinas. El techo del Queensway está rematado por un logotipo de un dragón, el símbolo de Hong Kong; la estructura estuvo añadida en 2002.

## Agencias
- Departamento de Higiene Alimentaria y Medioambiental.

Agencias anteriores:
- Departamento de Aviación Civil (46.º Piso) ahora localizado en Aeropuerto Internacional de Hong Kong.[3][4]